# سعدان صوفي فضي
سعدان صوفي فضي (الاسم العلمي:Lagothrix poeppigii) هو نوع من الحيوانات يتبع جنس سعدان صوفي من فصيلة السعادين العنكبوتية.